# Rosemary's Baby (film)
Rosemary's Baby is een op het gelijknamige boek van Ira Levin gebaseerde horrorfilm uit 1968 onder regie van Roman Polański. De film was het eerste grote succes voor producent Robert Evans, die op dat moment bij Paramount Pictures werkte.
Ruth Gordon won voor het spelen van buurvrouw Minnie Castevet zowel een Golden Globe als een Oscar voor Beste Vrouwelijke Bijrol.

## Verhaal
De film volgt Rosemary Woodhouse, een jonge, naïeve vrouw. Haar man Guy is een acteur. Samen zijn ze verhuisd naar een appartement in New York. Hun buren zijn een wat ouder stel, de Castavets. De Woodhouses hebben een kinderwens. Rosemary krijgt rare dromen, zo wordt ze in een droom bijvoorbeeld verkracht door een demon.
Een aantal weken later komt ze te weten dat ze zwanger is. De eerste drie maanden heeft Rosemary abnormale pijn en verliest ze veel gewicht. Rosemary ontdekt dat haar buren deel uitmaken van een satanische sekte en dat zij hun zinnen hebben gezet op de ongeboren baby. Haar echtgenoot Guy blijkt in ruil voor carrièreverbeteringen met de buren samen te werken.
Aan het einde van de film wordt Rosemary verteld dat haar kind de zoon van Satan is, maar haar moederinstinct is groter dan de angst voor de duivel.

## Rolverdeling
| Acteur          | Personage               |
| --------------- | ----------------------- |
| Mia Farrow      | Rosemary Woodhouse      |
| John Cassavetes | Guy Woodhouse           |
| Ruth Gordon     | Minnie Castevet         |
| Sidney Blackmer | Roman Castevet          |
| Maurice Evans   | Edward "Hutch" Hutchins |
| Ralph Bellamy   | Dr. Abraham Sapirstein  |
| Charles Grodin  | Dr. C.C. Hill           |
| Patsy Kelly     | Laura-Louise McBirney   |
| Angela Dorian   | Theresa Gionoffrio      |
| Elisha Cook jr. | Mr. Micklas             |
| Emmaline Henry  | Elise Dunstan           |
| Hanna Landy     | Grace Cardiff           |
| Phil Leeds      | Dr. Shand               |